# Carmen Alcayde
Carmen María Alcayde Ballesteros (Valencia, 9 aprile 1973) è una conduttrice televisiva spagnola.

## Televisione
- Aquí hay tomate (2003-2008, Telecinco)
- Special New Year's Eve (2004-2005, Telecinco)
- Las gafas de Angelino (2008, Telecinco)
- Guinness World Records (2008-2009, Telecinco)